# Pareulagisca panamensis
Pareulagisca panamensis är en ringmaskart som först beskrevs av Hartman 1939.  Pareulagisca panamensis ingår i släktet Pareulagisca och familjen Polynoidae. Inga underarter finns listade i Catalogue of Life.